# Linia kolejowa Witaszyce Wąskotorowe – Zagórów
Linia kolejowa Witaszyce Wąskotorowe – Zagórów – zlikwidowana linia kolejowa łącząca stację Witaszyce Wąskotorowe ze stacją Zagórów. Linia należała do Jarocińskiej Kolei Powiatowej.

## Historia
Linia została otwarta 1 listopada 1902 roku na odcinku Witaszyce Wąskotorowe - Sucha Wąskotorowa. Następnie linię przedłużono do Robakowa, w latach 1942-1943 do Grabiny a w 1947 roku do Zagórowa. 1 lipca 1991 roku na całej długości linii nastąpiło zamknięcie dla ruchu pasażerskiego oraz towarowego, a dwa lata później (w 1993) nastąpiła fizyczna rozbiórka linii. Rozstaw szyn wynosił 600 mm. Istniały plany przekucia toru do szerokości 750 mm, jednak nigdy nie zostały one zrealizowane.